# 350969 Boiohaemum
350969 Boiohaemum este o planetă minoră (asteroid) din centura de asteroizi. A fost descoperită pe 27 februarie 2003 la Observatorul Kleť de Observatorul Kleť și a fost numită după Boemia. 
Obiectul prezintă o orbită caracterizată de o semiaxă mare de 3,0281850716806 UAi, o excentricitate de 0,18, o înclinație de 1,4 ° în raport cu ecliptica.